# Matt Bentley
Pour les articles homonymes, voir Bentley.
Matthew James Bentley (né le 10 décembre 1979) est un catcheur américain plus connu sous le nom de Matt Bentley.

## Biographie

### Jeunesse et entraînement au catch
Matt Bentley est le cousin de Shawn Hickenbottom, qui est plus connu sous le nom de ring de Shawn Michaels. C'est ce dernier qui lui conseille de faire du baseball. Il a poursuivi ses études après le lycée étudiant suivant un cursus en arts et continuant à jouer au baseball au sein du Muscatine Community College (en). À 20 ans, il décide d'arrêter ses études et décide de devenir catcheur et se fait entraîner par son cousin qui a ouvert une école de catch attelé à une fédération, la Texas Wrestling Academy (TWA) à San Antonio où il adopte le nom de ring de Michael Shane. Il s'y entraîne pendant quatre mois et devient champion Télévision le 8 juillet 2000 et perd ce titre le 21 septembre,. Durant sa formation, il a fait un séjour au Japon où il a lutté à la Frontier Martial-Arts Wrestling

### Diverses fédérations (200-2003)
Fin 2000, il rejoint l'Extreme Championship Wrestling où il participe au tout dernier show avant que la compagnie ne soit en banqueroute le 13 janvier 2001 à Pine Bluff, Missouri,. Il fait ensuite des apparitions sporadiques à la World Wrestling Federation/Entertainment dans les émissions de seconds plan de cette fédération que sont WWF Jakked/Metal (en), Sunday Night Heat et Velocity entre juin 2001 et juin 2003. Il fait un bref passage à l'IWA Mid-South fin 2001 et a notamment affronté CM Punk le 20 octobre 2001.

### Ring of Honor
Il participe à The Era Of Honor Begins, le premier spectacle de la Ring of Honor (ROH) où il fait équipe avec Oz et perdent face à Spanky et Ikaika Loa. Le 27 avril, l'équipe créative de la ROH a l'idée de réunir certains élèves de la Texas Wrestling Academy (PWA) dans un Gauntlet match où Shane a éliminé Paul London avant d'être éliminé par Spanky qui a remporté le match. Le 27 juillet, il obtient avec Biohazard (un ancien de la PWA) un contrat avec la ROH après leur victoire sur Paul London et Don Juan.

## Palmarès
- CyberSpace Wrestling Federation
  - 1 fois CSWF Cruiser X Champion
  - 1 fois CWF His and Hers Tag Team Champion avec Traci Brooks

- Florida Professional Wrestling Association
  - 1 fois FPWA Heavyweight Champion

- Southern Tennessee Wrestling Federation
  - 1 fois STWF Tag Team Champion avec Greg Buchanan

- Texas Wrestling Alliance
  - 1 fois Champion Télévision de la TWA[3]

- Total Nonstop Action Wrestling
  - 2 fois X Division Champion
  - Match of the Year (2003) vs. Chris Sabin et Frankie Kazarian, 20 août 2003
  - Memorable Moment of the Year (2003), le premier Ultimate X match
  - X Division Star of the Year (2003)